# Ideal Bikes
Ideal Bikes ist die Marke, unter der der Fahrradhersteller Nikos Maniatopoulos S.A. seine Produkte produziert und vertreibt. Der Betrieb ist Mitglied des europäischen Manufuture-Netzwerks. Der Gesamtumsatz des Unternehmens lag 2004 bei 26,7. Mio. €, produziert werden 190.000 Fahrräder im Jahr.

## Geschichte
Die Firma Maniatopoulos Bros S.A. wurde 1926 in der Hafenstadt Patras gegründet und importierte Fahrräder und Motorräder nach Griechenland, später begann die Firma mit der Produktion eigener Fahrräder, für die seit 1977 der Markenname Ideal verwendet wird. 1991 zog die Produktion in auf ein 23.500 m² großes Gelände in Agios Vassileios einem Vorort von Patras. 2006 wurde Ideal Hauptsponsor und Namensgeber des Mountain-Bike Team Varese (heute: Ideal Racing Team). Das Team Zwillingscraft gewann die Bike Transalp 2006/2007 auf Race Pro Carbon Rädern von Ideal Bike. In Zusammenarbeit mit der Universität Patras arbeitet das Unternehmen an einem öffentlichen Fahrradverleihsystem für Patras.

## Aktivitäten

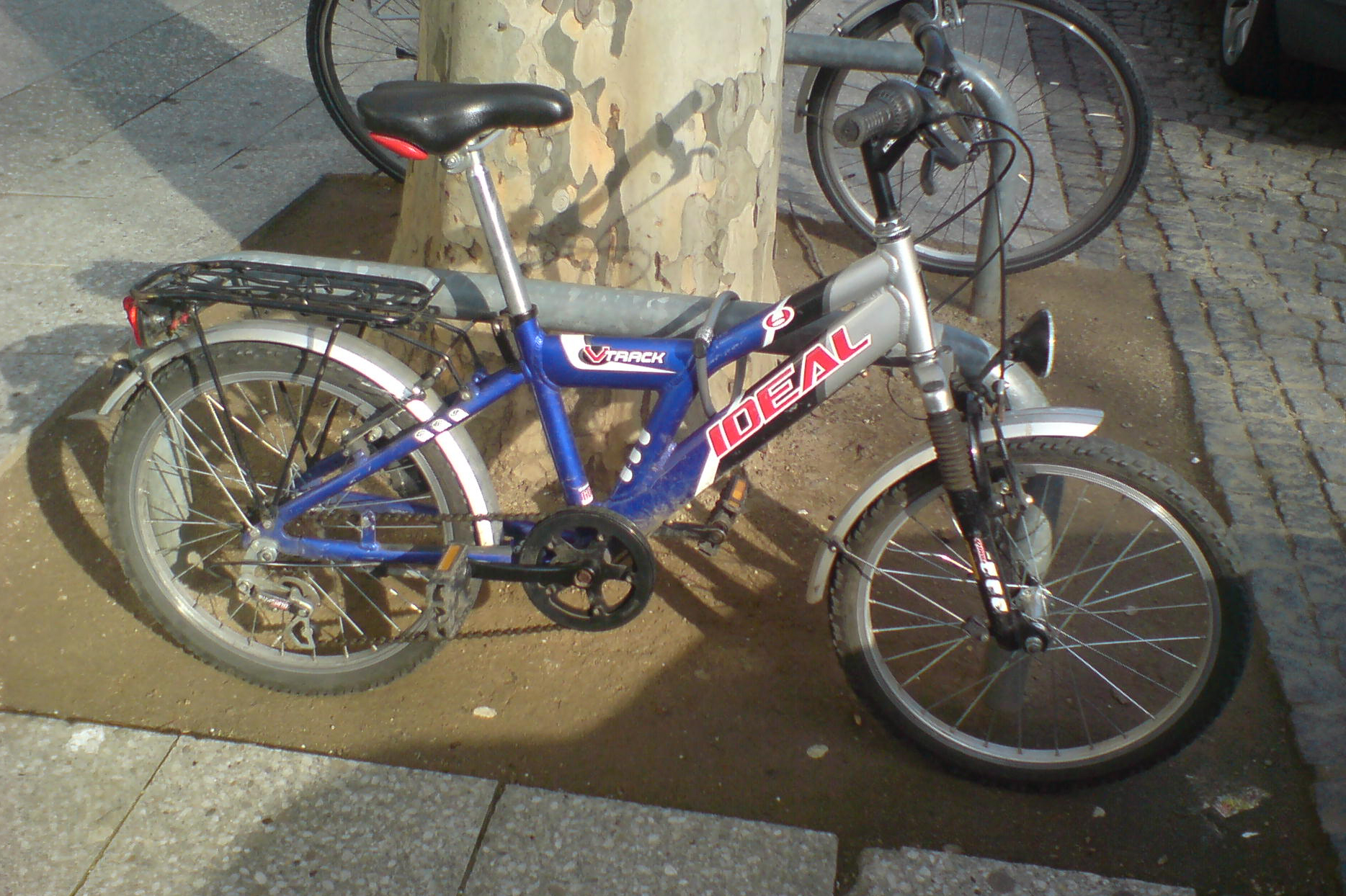
Ideal V-Track

Die Firma beschäftigt sich mit der Entwicklung und Herstellung von Fahrrädern und Felgen. Die Produkte sind im mittleren bis oberen Preissegment angeordnet, während für den lokalen Markt auch einige einfachere Räder im Angebot sind.

## Teams
Ideal unterstützte das österreichische Team Volksbank in seinem ersten Jahr als Profimannschaft, das in dieser Saison als Volksbank-Ideal fuhr. Das lettische Team Rietumu Bank-Riga wird von Ideal gesponsert und firmierte anfangs als Rietumu Bank-Riga-Ideal. Mehrere Teams nutzen Ideal Mountain-Bikes in Wettkämpfen und erlangten internationale und nationale Titel:
- Ideal Bikes Team
- Team Emmedue
- Team Zwillingscraft
- Team Biking Cyprus

## Trivia
Die Eignerfamilie hatte 1979 in Zusammenarbeit mit Renault ein Automobilwerk gegründet, das unter dem Namen MAVA-Renault Pick-ups fertigte; 1985 wurde die Firma aufgelöst.